# Haus Bey Classic
De Haus Bey Classic is een golftoernooi dat sinds 2011 deel uitmaakt van de EPD Tour. Het wordt gespeeld op de Golfclub Haus Bey in Nettetal, Duitsland.
In 2011 werd het toernooi gewonnen door Reinier Saxton met 66-68-71 (-8). Het was zijn derde overwinning van het seizoen en hij kwam hierna weer aan de leiding van de EPD-rangorde.

## Winnaars
| Jaar | Winnaar        | Score | Score | Prijzengeld | 1ste prijs |
| ---- | -------------- | ----- | ----- | ----------- | ---------- |
| 2006 | Lasse Jansen   |       |       |             |            |
| 2011 | Reinier Saxton | 205   | -8    | € 30.000    | € 5.000    |